# 乙幡美成
乙幡 美成（おとはた みな、8月4日 - ）は、日本の女性声優。大阪府出身。ワイスプロダクションジュニア所属。

## 経歴
大阪アミューズメントメディア総合学院声優タレント学科出身。
2020年8月に『ピーター・グリルと賢者の時間』で初めてテレビアニメにおいて名前付きの役を演じる。同年10月配信開始の『クソゲーって言うな!』にて、アニメ作品初主演。

## 出演
※太字はメインキャラクター。

### テレビアニメ
2019年
- 超可動ガール1/6
- 魔王様、リトライ!

2020年
- ピーター・グリルと賢者の時間（アガベー、メイド）

2021年
- 真の仲間じゃないと勇者のパーティーを追い出されたので、辺境でスローライフすることにしました（子供）

2023年
- 異世界ワンターンキル姉さん 〜姉同伴の異世界生活はじめました〜（朝陽〈幼少〉）

2024年
- じいさんばあさん若返る（中学生A）
- 魔王様、リトライ!R（ハンゾウ）

### Webアニメ
- クソゲーって言うな!（2020年、リーディス[6][7]）
- ドキドキ!ミニミニ!隠しダンジョン劇場（2021年、おばあさん[8]、子供[9]）
- トラとミケ（2021年、丸山さんの奥さん）

### ゲーム
- 聖女REST@RT（2019年、シマウマ店員[10]）
- BLACK WITCHCRAFT（2022年、ラプラス）
- エレメンタルマスター ルナ 〜月の女神と失われた記憶〜（2025年、雷の大精霊 ブリッツ[11]）

### ドラマCD
- ヤンデレ美女を本気にさせてしまうとどうなっちゃうのかよく分かる教育的なCD（店員（平坂テンカ）[12]）

### 吹き替え
- 齢5000年の草食ドラゴン、いわれなき邪竜認定（2023年、レオ）

### ボイスコミック
- にゃんと!?また旅（2020年、みけさん[13]）

### ラジオ
- 木下鈴奈・宮世真理子・乙幡美成のおかえりなさいませ!（2021年、FM西東京）[14]

### その他コンテンツ
- 奇談百語り 第二十六話『落ちてきたもの』朗読（2019年）
- ギブミーハンドのお仕事紹介 ナレーション（2023年）[15]
- 静岡県私立幼稚園振興協会『静岡県で幼稚園・認定こども園の先生になろう！』（2023年、夏菜ちゃん[16]）
- 大阪市LINE公式アカウント PR動画（2024年、お母さん、女の子 他）[17]